# Albairate
Albairate ist eine Gemeinde mit 4715 Einwohnern (Stand 31. Dezember 2023) in der Metropolitanstadt Mailand, Region Lombardei.
Die Nachbarorte von Albairate sind Corbetta, Cisliano, Cassinetta di Lugagnano, Gaggiano, Abbiategrasso und Vermezzo con Zelo.

## Bevölkerungsentwicklung
Albairate zählt 1711 Privathaushalte. Zwischen 1991 und 2001 stieg die Einwohnerzahl von 3335 auf 4148. Dies entspricht einer prozentualen Zunahme von 24,4 %.